# Говтвянчик
Говтвя́нчик —  село в Україні, у Полтавській міській громаді Полтавського району Полтавської області. Населення становить 24 осіб. До 2020 орган місцевого самоврядування — Супрунівська сільська рада.

## Історія
12 червня 2020 року, відповідно до розпорядження Кабінету Міністрів України № 721-р «Про визначення адміністративних центрів та затвердження територій територіальних громад Полтавської області», село увійшло до складу Полтавської міської громади.
19 липня 2020 року, в результаті адміністративно - територіальної реформи та ліквідації Полтавського району (1925—2020), село увійшло до складу новоутвореного Полтавського району.

## Населення

### Мова
Розподіл населення за рідною мовою за даними перепису 2001 року:
| Мова       | Кількість | Відсоток |
| ---------- | --------- | -------- |
| українська | 23        | 95.83%   |
| російська  | 1         | 4.17%    |
| Усього     | 24        | 100%     |

## Географія
Село Говтвянчик знаходиться на автомобільній дорозі М03 за 1,5 км від Полтави.